# Metric
Metric is een Canadese indierockband die in 1998 in Toronto werd opgericht. De band bestaat uit zangeres en toetsenist Emily Haines, gitarist James Shaw, bassist Josh Winstead en drummer Joules Scott-Key.

## Discografie

### Albums
- Old world underground, where are you now? (2003)
- Live it out (2005)
- Grow up and blow away (2007)
- Fantasies  (april 2009)
- Synthetica (2012)
- Pagans in Vegas (2015)
- Art Of Doubt (2018)
- Formentera (2022)

### Ep's
- Mainstream EP (1998)
- Static anonymity EP (2001)

### Singles
- Handshakes
- Monster hospital (VK)